# 140-talet

## Händelser
- Antoninus mur byggs
- Kejsare Antoninus Augustus Pius och Marcus Aurelius Caesar blir romerska konsuler år 140.
- Pius I efterträder Hyginus som den tionde påven.
- År 142 blir första året i Hanan-eran i den kinesiska handynastin.

## Födda
- 11 april 145 – Septimius Severus, kejsare av Rom.
- 7 mars 148 eller 149 – Lucilla, kejsarinna av Rom.

## Avlidna
- 140 – Faustina d.ä., kejsarinna av Rom.
- Omkring 142 – Hyginus, påve.